# 伏尔塔瓦河
伏尔塔瓦河，德方稱莫爾道河（德語：Moldau），是捷克最长的河流。它发源於波希米亚森林，自南向北流经南波希米亚州、中波希米亚州和首都布拉格，在梅爾尼克注入易北河（Labe，即捷克語、波蘭語所稱的拉貝河）。全长430千米，流域面积28,090平方千米；在汇流处，实际上伏尔塔瓦河的水量超过易北河，由于它是以直角汇合，因此看来似乎只是支流。
1950年代，河上建造了一些水坝，其中最大的一座是波希米亞森林的Lipno Dam。
2002年8月的洪水造成数人死亡。
著名的捷克國民樂派作曲家贝德里赫·斯美塔那的交响诗组曲《我的祖国》（Má vlast）的第二首〈伏尔塔瓦河〉（Vltava；此曲以德文Moldau莫爾道河較聞名），就是描绘该河的如画景色。
于1874年11月20日至12月8日完成，

## 物理特征

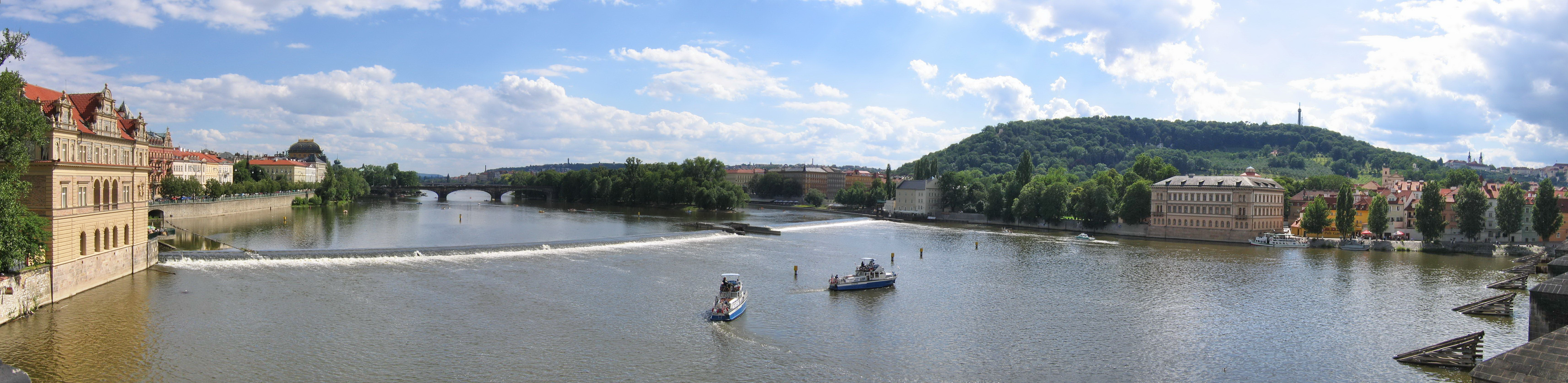
布拉格市区河段

- 源头与河口的高度落差为1016米。源头海拔为1172米，河口海拔156米。